# Алексейчук, Ирина Борисовна
Ири́на Бори́совна Алексейчу́к (род. 16 декабря 1967, Свердловск, Луганская область) — украинский композитор и пианистка, лауреат премии им. Л. Н. Ревуцкого. Член Национального Союза композиторов Украины. Жена пианиста Юрия Кота. Заслуженный деятель искусств Украины (2017).

## Биография
Родилась в г. Свердловске Луганской области. 

## Образование
- В 1983—1985 гг. училась на фортепианном отделении Хмельницкого музыкального училища (класс преподавателя А. В. Антонова),
- в 1991 г. с отличием окончила Киевскую консерваторию как пианистка (класс И. М. Рябова),
- а в 1993 г. — как композитор (класс Я. Н. Лапиньского).
- С 1993 по 1996 годы факультативно училась по классу органа (класс доцента Г. В. Булыбенко).
- В 1996 окончила ассистентуру — стажировку на кафедре композиции Киевской Национальной музыкальной академии.

## Творческая деятельность
Член Украинской ассоциации пианистов — лауреатов международных конкурсов, с 1998 г. — член Союза композиторов Украины, с 2003 г. — член Национального Всеукраинского музыкального Союза, с 2005 г. — член правления Киевского отделения Национального Всеукраинского музыкального Союза.
Многократный лауреат областных конкурсов юных пианистов и композиторов, победитель многочисленных областных теоретических олимпиад (г. Хмельницкий, 1974−1983 гг.).
- Дипломант Национального конкурса молодых композиторов им. С. Прокофьева (г. Донецк, 1993 г.),
- лауреат Первого международного конкурса исполнителей камерной музыки «Золотая осень» в категории «Фортепианные дуэты» (г. Хмельницкий, 1993 г.);
- Победитель 45-го международного конкурса ARD в категории «Фортепианные дуэты» (г. Мюнхен, 1996 г.),
- лауреат 6-го международного конкурса фортепианных дуэтов Murray Dranoff (г. Майами, 1997 г.),
- лауреат Первого всеукраинского конкурса композиторов «Духовные псалмы» на лучшее хоровое произведение на библейские тексты (г. Киев, 2001 г.)[3][4][5].

С 1994 г. работает преподавателем, а с 2001 г. — и. о. доцента на кафедре композиции Национальной музыкальной академии им. П. И. Чайковского.
С 1983 г. Алексейчук много концертирует в престижных концертных залах:
- Украины (Киев, Запорожье, Донецк, Сумы, Хмельницкий, Львов, Белая Церковь, Тернополь, Каменец-Подольский, Кировоград, Артёмовск, Шостка),
- Молдовы (Кишинёв), Югославии (Крагуевац),
- Словакии (Кошице),
- Германии (Мюнхен, Дрезден, Дармштадт),
- Италии (Каррара)
- США (Майами)

как 
- пианист,
- композитор,
- органист,
- участник камерных ансамблей различных составов,

а также в составе фортепианного дуэта со своим мужем пианистом Юрием Николаевичем Котом.
Выступала с оркестрами:
- симфоническим оркестром Баварского Радио г. Мюнхен, Германия (дирижеры — Вольфганг Бальцер, Лотар Загросек),
- Камерным оркестром «MERCK» г. Дармштадт, Германия (дирижер — Кристиан Рудольф Ридель),
- Симфоническим оркестром Запорожской Национальной филармонии (дирижер — Вячеслав Редя),
- Камерным оркестром «ARCHI» г. Киев, Украина (дирижер — Игорь Андриевский),
- Камерным ансамблем «Киевские солисты» (дирижер — Б. Которович),
- Симфоническим оркестром «New World Symphony» г. Майами, США (дирижер — Нил Стальберг)

и с другими.
Принимала участие в международных музыкальных фестивалях:
- Фестиваль памяти Владимира и Регины Горовиц «In Memoriam» (г. Киев),
- «Премьеры сезона» и «КиевМузикФест» (г. Киев),
- «Фарботоны» (г. Запорожье);
- Фестиваль памяти г. Г. Нейгауза и «Бах-фест» (г. Кировоград),
- «Золотая осень» (г. Белая Церковь),
- «Полесская рапсодия» (г. Шостка),
- «Musiksommer-97» (г. Дрезден),
- «Two Pianos Plus» (г. Майами),
- «Октох» (г. Крагуевац, Сербия)

и других.

## Произведения
- Симфоническая сюита «Фольк-образы» (1990);
- Симфоническая поэма «Голгофа» (1990);
- Симфоническая поэма «Эхо» (1991);
- Симфония для большого симфонического оркестра (1995);
- «Мосты к невидимым берегам» для двух фортепиано и симфонического оркестра (2006);
- «Колыбельные тростника» кантата-мистерия в пяти частях для солистов, смешанного хора и симфонического оркестра на стихи Елены Степаненко (2006—2007);
- Кантата «Сад божественных песней…» на стихи Г. Сковороды для смешанного хора a’cappella (1991 г.);
- Хоровой диптих «Давиду псалмы» на библейские тексты для смешанного хора a’cappella (2000 г.);
- Псалом № 142 «моим к Господу» для женского хора a’cappella (2002 г.);
- Псалом № 100 «вся земля воскликните Богу!» Для мужского хора a’cappella (2002 г.);
- «Дыхание времени» для смешанного хора a’cappella на тексты из «Упанишад» (2002 г.);
- «Молитва Господня» («Отче наш…») для смешанного хора a’cappella (2003 г.);
- «Вечерняя молитва» («Царю Небесный…») молитвенное воздыхание для женского хора a’cappella (2007);
- «Потусторонние игры» мистерия-действо в двух частях для женского хора a’cappella на стихи Елены Степаненко (2008 г.);
- «Царевчева лира», три обработки балканских народных песен для смешанного хора a’cappella (2004 г.);
- «Письма из раковины» три хоровые фантазии для женского хора a’cappella на стихи Елены Степаненко (2005 г.);
- Вокальный цикл «Песни любви» на стихи древних японских поэтов для сопрано в сопровождении фортепиано (1996 г.);
- Вокальный цикл «Глина Господня» на стихи Елены Степаненко для сопрано в сопровождении фортепиано (2002 г.);
- Вокальный цикл «Песни старого трубадура» на стихи Йована Дучича для баритона в сопровождении фортепиано (2003);
- «Amore, ora pro nobis» или «Две баллады о совершенной любви» на стихи Елены Степаненко и Эдварда Естлина Каммингса для меццо-сопрано, органа и колокола (2004);
- Концертная фантазия «В ночь на Ивана Купала» для двух фортепиано (1997 г.);
- Сюита для двух фортепиано по мотивам повести Н. В. Гоголя «Вий» (2000 г.);
- Музыкально-хореографическая композиция «Коломыя № 1 (Ой, в лесу — гоп, гоп!)» для двух фортепиано (2002 г.);
- «Коломыя № 2 (Ой, в поле — о- ух!)» для двух фортепиано (2003 г.);
- «В поисках безмолвия…» для фортепиано в четыре руки, ветряных колоколов и электронной записи (2006 г.);
- «Del vuoto lucente…» («Из сияющей пустоты …») для струнного квартета (2004);
- «Так близко …» для скрипки с фортепиано (2005 г.);
- Сюита «Надписи на воде» для скрипки, виолончели и фортепиано в 5-ти частях (2005 г.);
- Цикл прелюдий для фортепиано (1985—1986);
- Два цикла вариаций на собственную тему (1988—1989);
- «Последняя сутра» (Вторая Соната) для фортепиано (2002);
- Транскрипции для фортепиано и двух фортепиано

и другие.

## Награды
- Премия имени Л. Н. Ревуцкого — «за концертную деятельность и исполнения современной музыки» (февраль 2000 г.).